# Marca de Estiria

El Sacro Imperio Romano Germánico sobre el año 1000: Carintia se muestra en marrón claro (abajo, a la derecha del mapa) con las marcas de Verona, Istria, Carniola y Estiria,.

La Marca de Estiria (del alemán: Steiermark) fue una antigua marca medieval originalmente segregada del ducado de Carintia antes de 970 como una zona de amortización contra las invasiones magiares. Originalmente era conocida como marca Carantania (marchia Carantana), en referencia al anterior principado eslavo de Carantania, predecesor del ducado de Carintia. Durante el siglo XI evolución hasta ser denominada Estiria, llamada así por la población de Steyr, entonces la residencia de los margraves. 
El área anteriormente formaba parte de la más amplia marca de Carintia, ella misma una marca fronteriza del ducado de Baviera. En 976 el emperador Otón II separó Carintia del ducado raíz de Baviera y lo elevó al estatus de ducado con su propio derecho. El territorio adyacente al este de los ríos Mura, Mürz y Enns, que habían sido anexados por el rey Otón I después de la batalla de Lechfeld (955), se convirtió igualmente en la marchia Carantana del nuevo ducado de Carintia.
Los primeros margraves de Estiria aparecen a principios del siglo XI. La dinastía reinante desde 1056 fue la de los Otakar. El margrave Leopoldo el Fuerte (1122-1129) y su hijo Ottokar III (1129-1164) adquirieron grandes territorios a lo largo del río Savinja hasta la marca Víndica y trasladaron su residencia a Graz. En 1180, la marca fue convertida en el ducado de Estiria.

## Margraves de Estiria
- Markward de Eppenstein (hasta c. 1000)
- Adalberón de Eppenstein (c. 1000-1035), hijo, también Duque de Carintia y Margrave de Verona 1011-1035, depuesto
- Arnold de Wels-Lambach (1035-1055)
- Godfrey de Pitten (1042-1050), hijo, co-margrave, asesinado

Otakars:
- Ottokar I (1055-1064), Conde en el Chiemgau
- Adalbero (1064-1086), hijo, asesinado
- Ottokar II (1086-1122), hermano de Adalbero
- Leopoldo el Fuerte (1122-1129), hijo de Ottokar II
- Ottokar III (1129-1164), hijo
- Ottokar IV (1164-1180), hijo, primer Duque de Estiria hasta 1192